# Fjällstugan, Solna kommun
Fjällstugan är en villa i Stocksundstorp i stadsdelen Bergshamra i Solna kommun. Villan byggdes 1835 och sitt nuvarande utseende fick villan på 1890-talet.

## Historik
Inredningen är bibehållen från den tiden. Inuti villan finns det kakelugn från 1700-talet, den kan vara tagen dit från Gustaf III:s opera av Gustaf Sällström, som ägde Stocksundstorps gård, och därmed också Fjällstugan, som byggde den nya operan och tog hand om en del byggnadsdetaljer, som finns i Stocksundstorps gårds huvudbyggnad.
Byggnaden är av trä med spånbeklädnad. Den har flera utskjutande byggnadspartier och takfall med olika vinklar.